# Gdzie jest księżniczka
Gdzie jest księżniczka (niem. Prinzessin macht blau) – niemiecka komedia romantyczna z 2004 roku w reżyserii Olivera Schmitza.

## Fabuła
Księżniczka Sophia z okazji swoich osiemnastych urodzin przyjeżdża do Berlina z nieoficjalną wizytą w towarzystwie swego ojca, króla Hugo. Na miejscu Sophia postanawia zwiedzić miasto i oderwać się od codziennych obowiązków. Ponieważ lubi zwierzęta, odwiedza znane berlińskie ZOO. Tam spotyka młodego dziennikarza Chrisa Benthausa. Zafascynowana przystojnym mężczyzną podaje się za pracownicę ZOO. Piękna i miła dziewczyna wpada w oko Chrisowi, który zaprasza ją do siebie na swoje urodziny, nie mając pojęcia, że ma do czynienia z prawdziwą księżniczką.

## Obsada
- Arne Lenk - Chris Benthaus
- Karoline Herfurth - Księżniczka Sophia
- Karl Kranzkowski - Król Hugo
- Michael Brandner - Pan Kunze
- Tim Sander - Robert Lux
- Conny Herford - Karl Behrend
- Franziska Schlattner - Bettina "Betty" Anett
- Heilfort Renate - Gregarn
- Andrea Bürgin - Sekretarz Stanu